# آرمان شهدادنژاد
آرمان شهدادنژاد (زادهٔ ۳۰ بهمن ۱۳۶۷ در جیرفت) بازیکن فوتبال اهل ایران است. او فوتبال را از پایه‌های مس کرمان شروع کرد و یک فصل در شهرداری بندرعباس بازی کرد.
کارت معافیت از سربازی وی در جریان جنجال کارت معافیت بازیکنان فوتبال ابطال شد.